# Voo Aloha Airlines 243

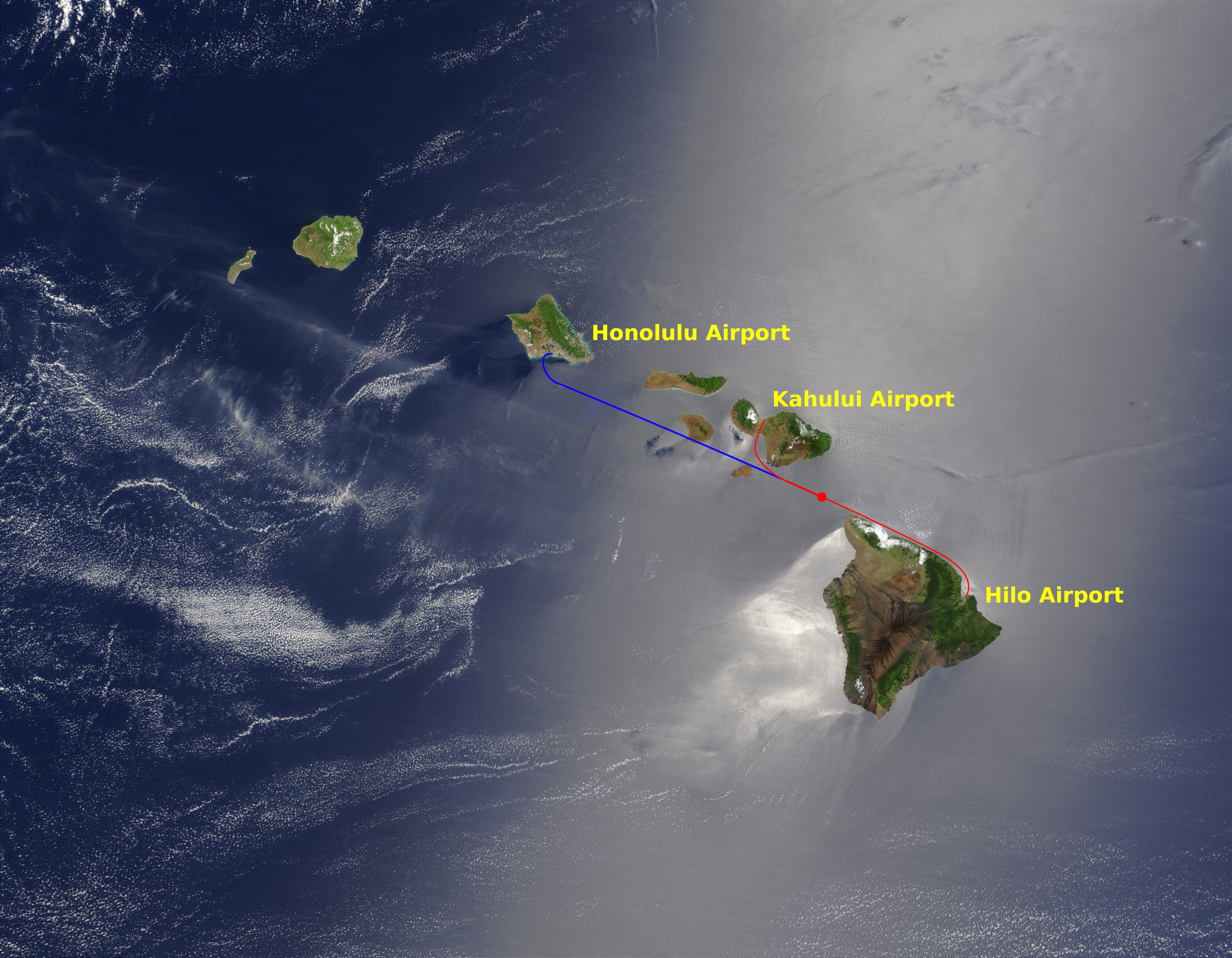
Rota do Voo Aloha Airlines 243. Em azul, a rota original, e em vermelho, o trajeto realizado

O Voo Aloha Airlines 243 foi um voo programado da Aloha Airlines entre Hilo e Honolulu, no Havaí. Em 28 de abril de 1988, um Boeing 737-200 que realizava o voo sofreu danos extensos após uma descompressão explosiva em voo, mas conseguiu pousar em segurança no Aeroporto de Kahului, em Maui. Houve apenas uma fatalidade, a comissária de voo Clarabelle Lansing, que foi levada embora do avião.  Outros 65 passageiros e tripulantes ficaram feridos. Apesar dos danos substanciais infligidos pela descompressão e da perda de um membro da tripulação de cabine, o pouso seguro da aeronave estabeleceu o incidente como um evento significativo na história da aviação, com efeitos de longo alcance nas políticas e procedimentos de segurança aérea.

## Aeronave e tripulação
O voo 243 da Aloha era o 152° Boeing 737 construído. Seu primeiro voo foi em 28 de março de 1969 e sendo entregue à Aloha Airlines como uma nova aeronave. Seu prefixo era N73711 e recebeu o nome de Rainha Liliuokalani em homenagem a Liliuokalani. Embora a aeronave tenha acumulado 35 496 horas de voo antes do acidente, essas horas incluíram mais de 89 680 ciclos de voo (decolagens e pousos), devido ao seu uso em voos curtos. Isso equivalia a mais que o dobro do número de ciclos de voo para o qual foi projetado.
O capitão do voo era Robert "Bob" Schornstheimer, de 44 anos, um piloto experiente com 8 500 horas de voo, 6 700 delas no Boeing 737. A primeira oficial foi Madeline "Mimi" Tompkins, de 36 anos, e ela também teve uma experiência significativa no voo do 737, tendo registrado 3 500 de suas 8 000 horas totais de voo neste modelo específico da Boeing.

## Incidente

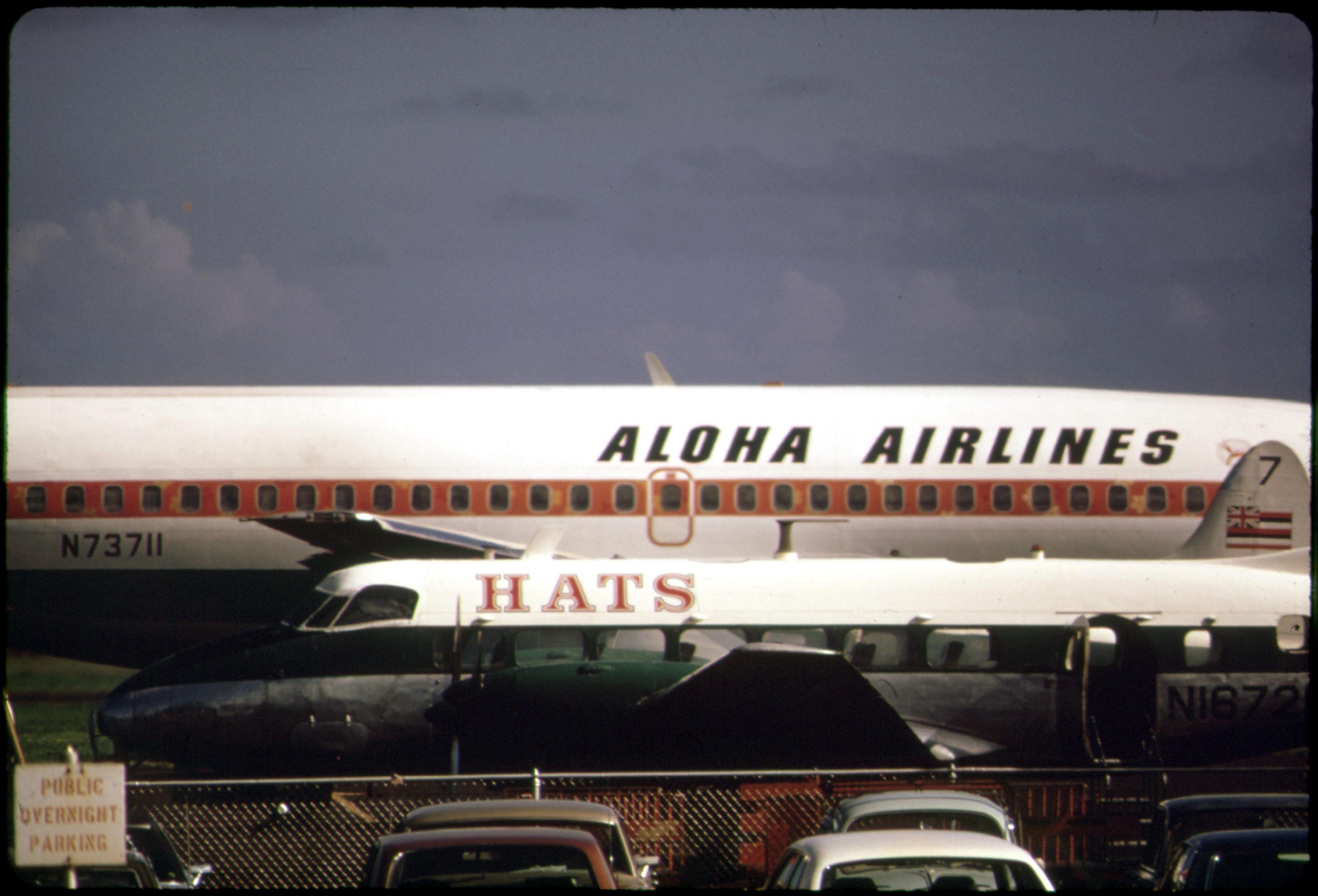
N73711, a aeronave envolvida no acidente em 1973

O voo 243 partiu do Aeroporto Internacional de Hilo às 13h25 HST em 28 de abril de 1988, com seis tripulantes e 89 passageiros a bordo, com destino a Honolulu. Nada de anormal foi observado durante a inspeção antes da partida da aeronave, que já havia completado três voos de ida e volta de Honolulu para Hilo, Maui e Kauai no início do dia, todos sem intercorrências. As condições meteorológicas foram verificadas, mas não houve avisos de fenômenos meteorológicos relatados ao longo da rota aérea, por AIRMETs ou SIGMETs.
Após uma decolagem e subida de rotina, a aeronave atingiu sua altitude normal de voo de 7 300 m, quando por volta das 13h48, cerca de 23 milhas náuticas (43 km) ao sudeste de Kahului, ilha de Maui, uma pequena seção no lado esquerdo da fuselagem se rompeu com um som de vento forte. O capitão sentiu a aeronave virar para a esquerda e direita, e os controles se desligaram. A primeira oficial notou pedaços de isolamento cinza flutuando acima da cabine. A porta da mesma se abriu e o capitão pôde ver "o céu azul onde estava o teto de primeira classe". A descompressão explosiva resultante arrancou uma grande parte da fuselagem, consistindo na metade superior da pele da aeronave, que se estendia logo atrás do flight deck até a área da asa dianteira, um comprimento de cerca de 18,5 pés (5,6 m).
Houve uma fatalidade: a comissária de bordo de 58 anos Clarabelle "CB" Lansing, que foi levada embora do avião pelo forte vento enquanto estava perto dos assentos da quinta fileira de pé. O seu corpo jamais foi encontrado. Lansing era uma comissária de bordo veterana de 37 anos na época do incidente. Oito outras pessoas sofreram ferimentos graves. Todos os passageiros estavam sentados e usando o cinto de segurança quando ocorreu a despressurização.
A co-piloto Tompkins estava pilotando a aeronave quando o incidente ocorreu. O capitão Schornstheimer assumiu os controles e dirigiu a aeronave em direção ao aeroporto mais próximo, na ilha de Maui. Treze minutos depois, a tripulação realizou um pouso de emergência na pista 2 do aeroporto de Kahului. Após o pouso, os escorregadores de evacuação foram estendidos e os passageiros foram rapidamente evacuados da aeronave. No total, 65 pessoas foram feridas, oito delas com ferimentos graves. Na época, Maui não era preparada para uma emergência desse tipo. Os feridos foram levados para o hospital em vans pertencentes à Akamai Tours (agora extinta), dirigidas por funcionários e mecânicos, já que a ilha tinha apenas duas ambulâncias. O controle de tráfego aéreo transmitiu por rádio para Akamai e solicitou o máximo de vans de 15 passageiros que pudessem poupar para ir ao aeroporto (a 5 km da base) para transportar os feridos. Dois dos motoristas da Akamai eram ex-paramédicos e estabeleceram uma triagem na pista. A aeronave teve perda total declarada.

## Consequências
A aeronave foi severamente danificada e foi desmanchada e sucateada no local, pois sua recuperação tornou-se  economicamente inviável. Os danos adicionais ao avião incluíram estabilizadores horizontais danificados e amassados, ambos atingidos por detritos que se soltaram. Alguns dos detritos de metal também atingiram o estabilizador vertical da aeronave, causando danos leves. As bordas das duas asas e das capas do motor também sofreram danos. O pedaço da fuselagem explodido da aeronave nunca foi encontrado. A investigação do Conselho Nacional de Segurança nos Transportes (NTSB) concluiu que o acidente foi causado por fadiga do metal exacerbada pela corrosão das fendas. A aeronave tinha 19 anos e operava em um ambiente costeiro, com exposição ao sal e à umidade.
Durante uma entrevista, o passageiro Gayle Yamamoto disse aos investigadores que havia notado uma rachadura na fuselagem no momento do embarque, mas não avisou ninguém para não causar pânico.

## Construção
Para o número de produção da aeronave 292 (B-737) e depois (esta aeronave era a linha de produção número 152), foi adicionada uma camada externa adicional de capa ou folha dobradora na junta da fuselagem. Na construção desta aeronave, esta folha dobradora não foi usada além de outros detalhes da colagem das peças. No caso da linha de produção 292 e depois, essa folha dobradora produziu uma espessura adicional de 0,91 mm (0,036 pol) na junta de sobreposição. Na linha de número 291 e antes, a ligação a frio tinha sido utilizada, com fixadores usados para manter o contato da superfície na junta, permitindo que o adesivo transferisse a carga dentro da junta. Essa junta colada a frio usava um pano de tecido impregnado com epóxi para unir as bordas dos painéis de pele com 0,9 mm de espessura. Esses panos eram reativos à temperatura ambiente, portanto eram armazenados em temperaturas de gelo seco até serem utilizados na fabricação. A ligação curou-se à temperatura ambiente após a montagem. O processo de colagem frio reduziu o peso geral e o custo de fabricação. As cargas de argola da fuselagem (cargas circunferenciais dentro das capas devido à pressurização da cabine) destinavam-se a ser transferidas através da junta colada, e não através dos rebites, permitindo o uso de painéis de pele da fuselagem mais leves e finos, sem degradação na vida útil à fadiga.
A construção da camada externa adicional melhorou a junta por:
- Eliminar os detalhes de fadiga na borda da faca, resultantes do rebaixamento dos painéis para rebites de descarga em uma pele superior desbotada;
- Eliminando a preocupação com a corrosão associada ao pano, que pode absorver a umidade na junta da colagem.[3]

## Conclusão
A investigação determinou que a qualidade dos programas de inspeção e manutenção era deficiente.  Como os exames de fuselagem eram agendados durante a noite, isso dificultava a inspeção adequada da camada externa da aeronave.
Além disso, a falha da fuselagem foi iniciada na articulação da volta ao longo do S-10L. O mecanismo de falha foi resultado de rachaduras por fadiga em múltiplos locais do casco adjacentes aos orifícios de rebites ao longo da linha superior do rebite da articulação da placa e desapego da tira de rasgo, o que comprometeu as características de segurança da fuselagem. Por fim, a fissura por fadiga iniciada a partir da borda da faca associada aos orifícios rebites da junta. A borda da linha concentrava tensões que eram transferidas pelos rebites por causa do descolamento da articulação da placa.
O NTSB concluiu em seu relatório final sobre o acidente:
O Conselho Nacional de Segurança em Transportes determina que a causa provável desse acidente foi a falha do programa de manutenção da Aloha Airlines em detectar a presença de danos significativos por deslizamento e fadiga, que levaram à falha da junta de regaço no S-10L e à separação do lóbulo superior da fuselagem. Contribuíram para o acidente a falha da administração da Aloha Airlines em supervisionar adequadamente sua força de manutenção. A falha do FAA em exigir a inspeção da Diretiva de Aeronavegabilidade 87-21-08 de todas as juntas de volta propostas pelo Boletim de Serviço de Alerta Boeing SB 737-53A1039, e a falta de uma ação de terminação completa (nem gerada pela Boeing nem exigida pela FAA) após a descoberta de dificuldades iniciais de produção na junta de colagem fria do Boeing 737, que resultou em baixa durabilidade da placa unida, corrosiva e rachaduras prematuras por fadiga.
Um membro do conselho discordou, argumentando que a fissura por fadiga era claramente a causa provável, mas que a manutenção da Aloha Airlines não deveria ser destacada porque as falhas da FAA, da Boeing e da Aloha Airlines Maintenance eram fatores contribuintes para o desastre.

## Explicação alternativa
O engenheiro de manutenção Matt Austin propôs uma hipótese adicional para explicar a escala dos danos no voo 243. Esta explicação postula que inicialmente a fuselagem falhou conforme planejado e abriu uma abertura quadrada de dez polegadas. À medida que o ar da cabine escapava a mais de 700 km / h, a aeromoça Lansing ficou presa no respiradouro, em vez de ser imediatamente jogada para longe da aeronave. O bloqueio teria criado imediatamente um aumento de pressão no ar que escapava, produzindo um efeito de martelo fluido (ou "golpe de aríete", que danificou o jato. O NTSB reconhece essa hipótese, mas o conselho não compartilha da conclusão. O ex-investigador do NTSB, Brian Richardson, que liderou o estudo do voo 243 da NTSB, acredita que a explicação do golpe de aríete merece mais estudos.

## Na cultura popular
- Os eventos do voo 243 foram apresentados em "Hanging by a Thread" (Suspenso por um Fio [Portugal] / Milagre no Havaí [Brasil]), da série canadense Mayday.[14] O voo também foi incluído em um episódio especial da 6° Temporada (2007), intitulado "Ripped Apart".[15]
- A história do voo 243 foi o tema de um filme feito para a televisão de 1990 chamado "Miracle Landing".[16]